# Nový Dům
Nový Dům (deutsch Neuhaus) ist eine Gemeinde mit 154 Einwohnern in Tschechien. Sie liegt acht Kilometer südöstlich von Rakovník und gehört zum Okres Rakovník. Die Gemeinde erstreckt sich über eine Fläche von 626 ha.

## Geographie
Das Dorf befindet sich auf einer größeren Lichtung inmitten des Pürglitzer Waldes in 420 m ü. M. am Bach Ryšava. Im Westen führt die Staatsstraße 227 zwischen Rakovník und Roztoky und im Osten die 236 von Roztoky nach Lány vorbei.
Nordöstlich liegen die Fasanerie und die zum Sommersitz des tschechischen Präsidenten gehörende Jagdhütte Amálie. Östlich von Nový Dům befinden sich am Fluss Klíčava und entlang der Straße II/236 Reste der Pferdebahn Prag–Lana.

## Geschichte
Nový Dům entstand im Jahre 1835 als Arbeitersiedlung für eine von den Fürstenbergern im Wald errichtete Eisenhütte. Bis 1950 war Nový Dům zur Gemeinde Ryšín zugehörig.

## Sehenswürdigkeiten
- Kirche Maria Magdalena

## Ortsgliederung
Für die Gemeinde Nový Dům sind keine Ortsteile ausgewiesen. Grundsiedlungseinheiten sind Doupno und Nový Dům.